# Evgueni Gerngross
Evgueni Alexandrovitch Gerngross (en russe : Евгений Александрович Гернгросс), né le 10 (22) février 1855 à Saint-Pétersbourg et mort le 4 (17) mai 1912 à Saint-Pétersbourg, est un officier supérieur russe, lieutenant-général en 1909. Il termine à la suite de Sa Majesté Impériale. Il fut commandant du régiment de la garde à cheval (1901-1904), chef de l'état-major du 1er corps d'armée (1904-1907) et chef de l'état-major général de l'armée impériale russe (1909-1911).

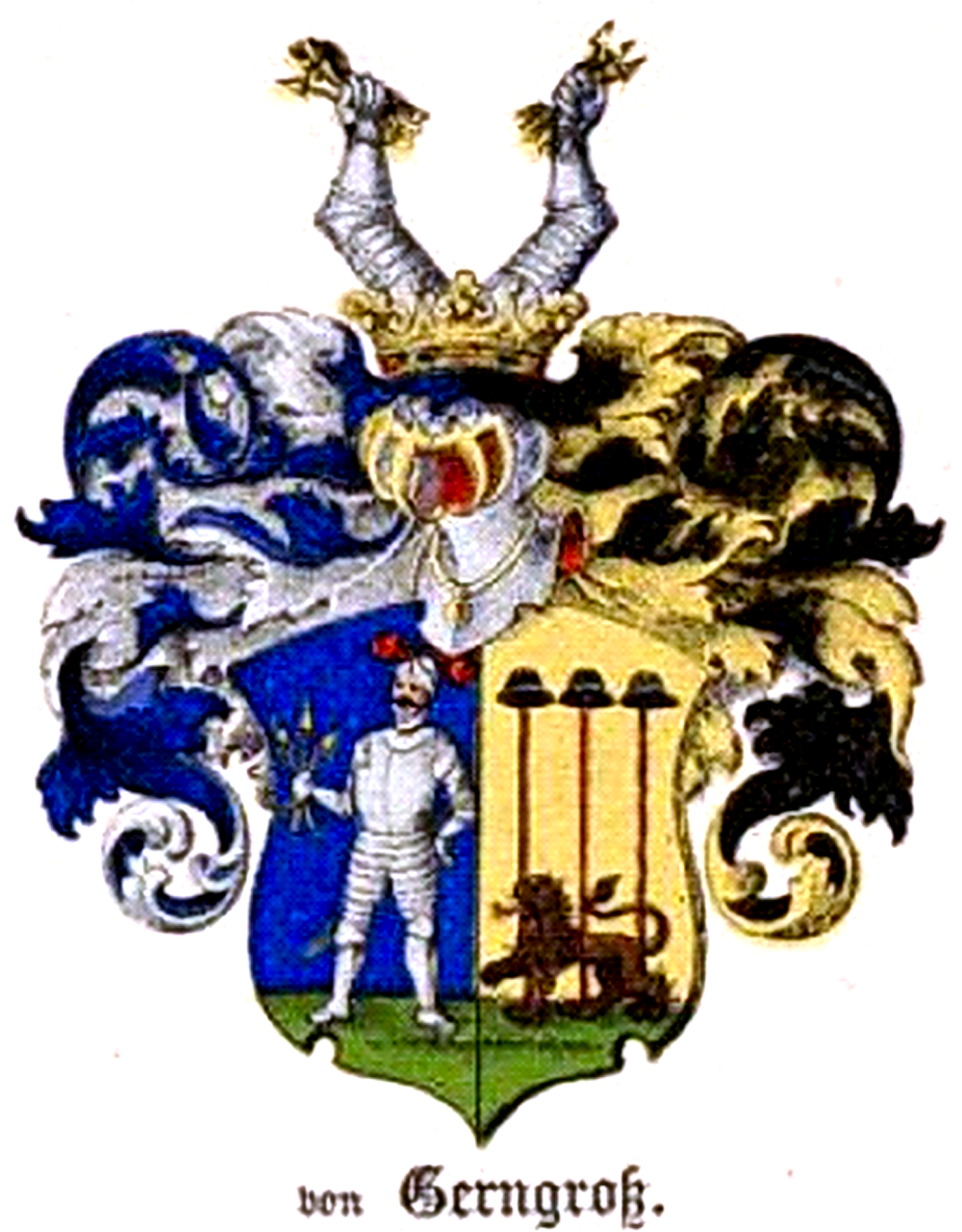
Armoiries.

## Biographie
Il descend de la famille von Gerngross inscrite à la noblesse du gouvernement de Saint-Pétersbourg. Il est le fils du directeur du département des mines, le lieutenant-général Alexandre Rodionovitch Gerngross.  

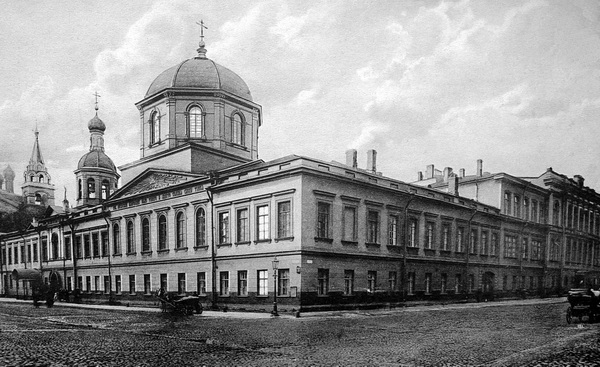
Premier lycée classique de Saint-Pétersbourg.

Après avoir terminé en 1872 le Premier lycée classique de Saint-Pétersbourg avec médaille d'or, il entre au corps des Pages. En 1874, après y avoir terminé ses études avec son nom inscrit sur plaque de marbre, il devient cornette aux prestigieux Chevaliers-Gardes et nommé lieutenant en 1877, puis capitaine d'état-major des Gardes-Chevaliers. De 1877 à 1878 et en 1881, il est chef de l'équipe d'instruction régimentaire, de 1883 à 1884, greffier de la Cour au régiment et de 1884 à 1888, chef de l'armurerie régimentaire,,.  

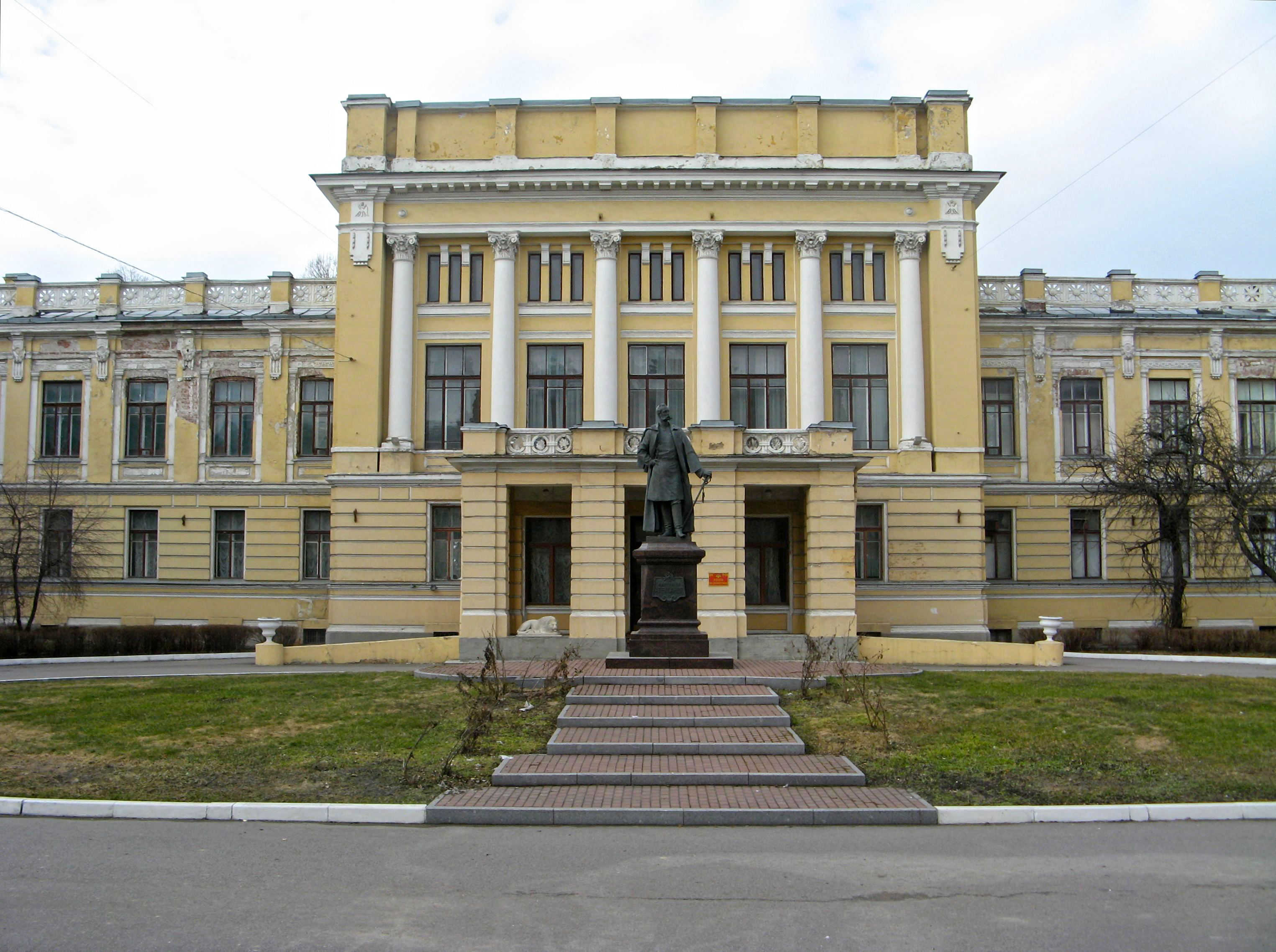
Académie militaire impériale Nicolas, aujourd'hui Académie Souvorov.

En 1881, il termine l'Académie Nicolas de l'état-major général dans la première catégorie. Il commande de 1888 à 1892 l'escadron du régiment de cavalerie de la garde de Sa Majesté. En 1889, il est capitaine de la garde et en 1892, colonel de la garde. De 1893 à 1895, il sert sous le ministre de la Guerre au sommet de l'État pour des affectations dans l'unité de cavalerie. De 1895 à 1896, il est à la disposition du ministre de la Guerre, le général Vannovsky. Du 29 juillet au 2 septembre 1896. il commande la division de Crimée. De 1896 à 1901, il commande le 35e régiment de dragons de Belgorod. En 1900, il est membre de la commission de l'état-major général examinant « la Charte des troupes au combat » et les « Manuels pour le service sur le terrain »,. 
Le 6 mars 1901, il est élevé au grade de général-major et affecté comme général pour les affectations sous les ordres de l'inspecteur général de cavalerie, le grand-duc Nicolas Nikolaïevitch de Russie, mais déjà le 25 mai 1901, il est nommé commandant du régiment de la garde à cheval. En 1904, il est chef de l'état-major du 1er corps de la garde. Le 5 août 1906, il est nommé général-major à la suite de Sa Majesté Impériale. Le 2 janvier 1907 il est libéré de sa charge de chef de l'état-major du corps de la garde en restant à la suite. En 1909, il est élevé au rang de lieutenant-général.

### À la tête de l'état-major général

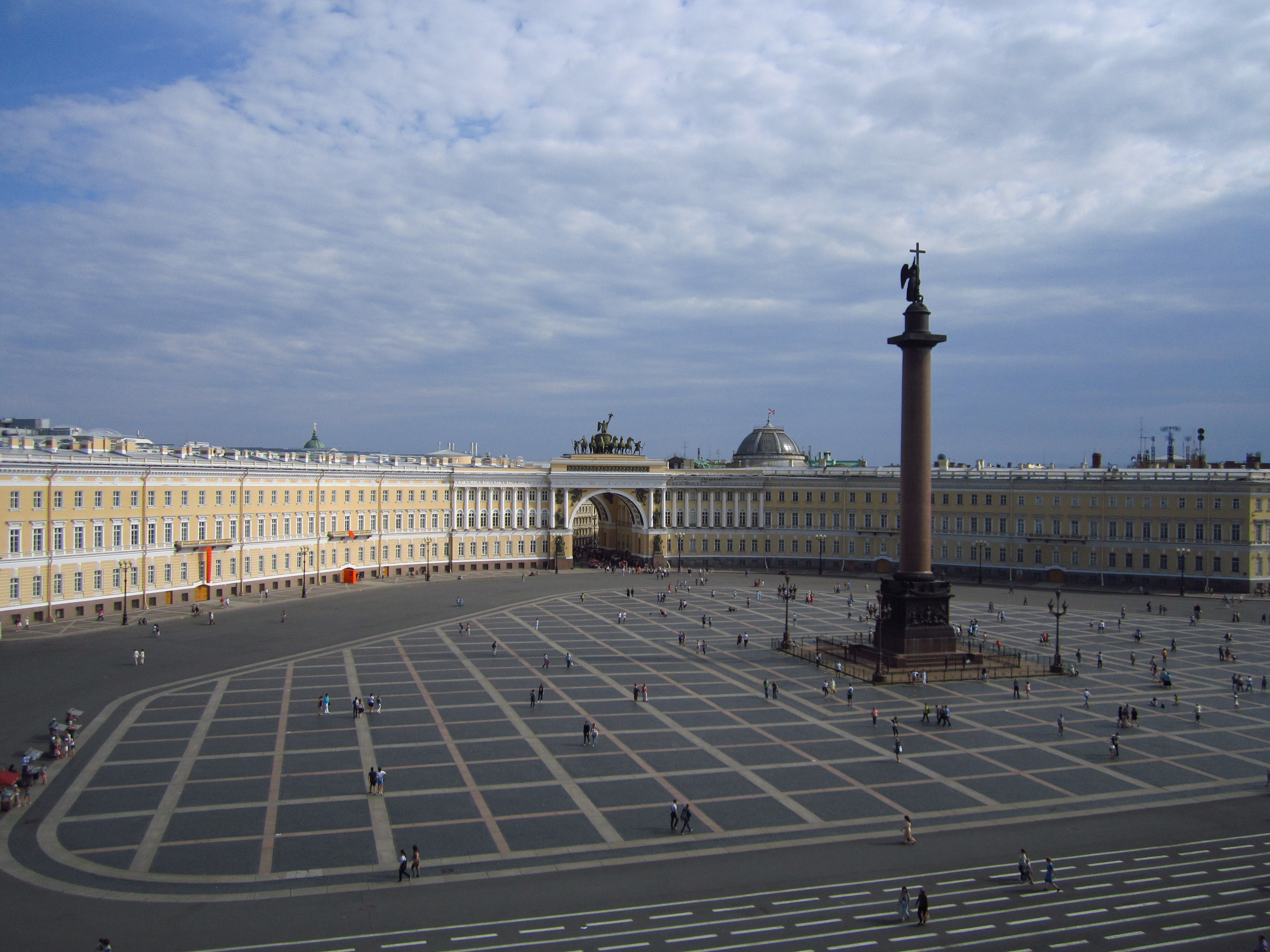
Palais de l'État-Major.

Le 30 septembre 1909, le général Gerngross est nommé chef de l'état-major général, remplaçant le général Mychlaïevski. Pendant sa période de direction, le général Gerngross procède à des réformes, ayant commencé en août 1908 par les programmes de transformations militaires, visant à améliorer le système militaire de l'Empire. Conformément au nouveau règlement du 1er (10 janvier) 1910 par arrêté du département militaire n° 496, la direction principale de l'état-major général est réintégrée à cette époque dans la nouvelle structure organisationnelle de l'état-major général. C'est sous la direction du chef de l'état-major général, qu'un comité spécial est créé pour discuter des questions les plus importantes liées à l'état de préparation au combat de l'armée. Il prend sous sa juridiction les officiers de l'état-major général ayant servi dans les forces d'active. L'Académie militaire impériale Nicolas est placée ainsi que l'école topographique militaire sous la responsabilité de l'état-major général.
Le général Loukomski se souvient : « Le général Mychlaïevski reprit le corps et le général Gerngross fut nommé chef de l'état-major général ... il était connu comme un excellent combattant, un homme impeccablement honnête et décent, mais n'avait jamais servi dans aucun quartier général depuis l'obtention de son diplôme de l'académie Nicolas… Pour entrer dans le cours de toutes les affaires, Gerngross commença à travailler dur, tout en donnant à ses assistants un rôle indépendant, la cause commune non concentrée dans des mains uniques en souffrait. À cause du surmenage dû à un travail intensif, le général Gerngross subit une attaque cardiaque et le général Yakov Grigorievitch Jilinsky fut nommé à sa place. »
Le général Gerngross dirigea l'état-major général jusqu'au 22 février 1911. Ensuite, il fut mis à la disposition du ministre de la Guerre, le général Soukhomlinov, et dans les listes du régiment de la garde à cheval.
Il mourut le 4 mai 1912 à Saint-Pétersbourg à l'âge de 57 ans des suites de sa maladie.

## Famille

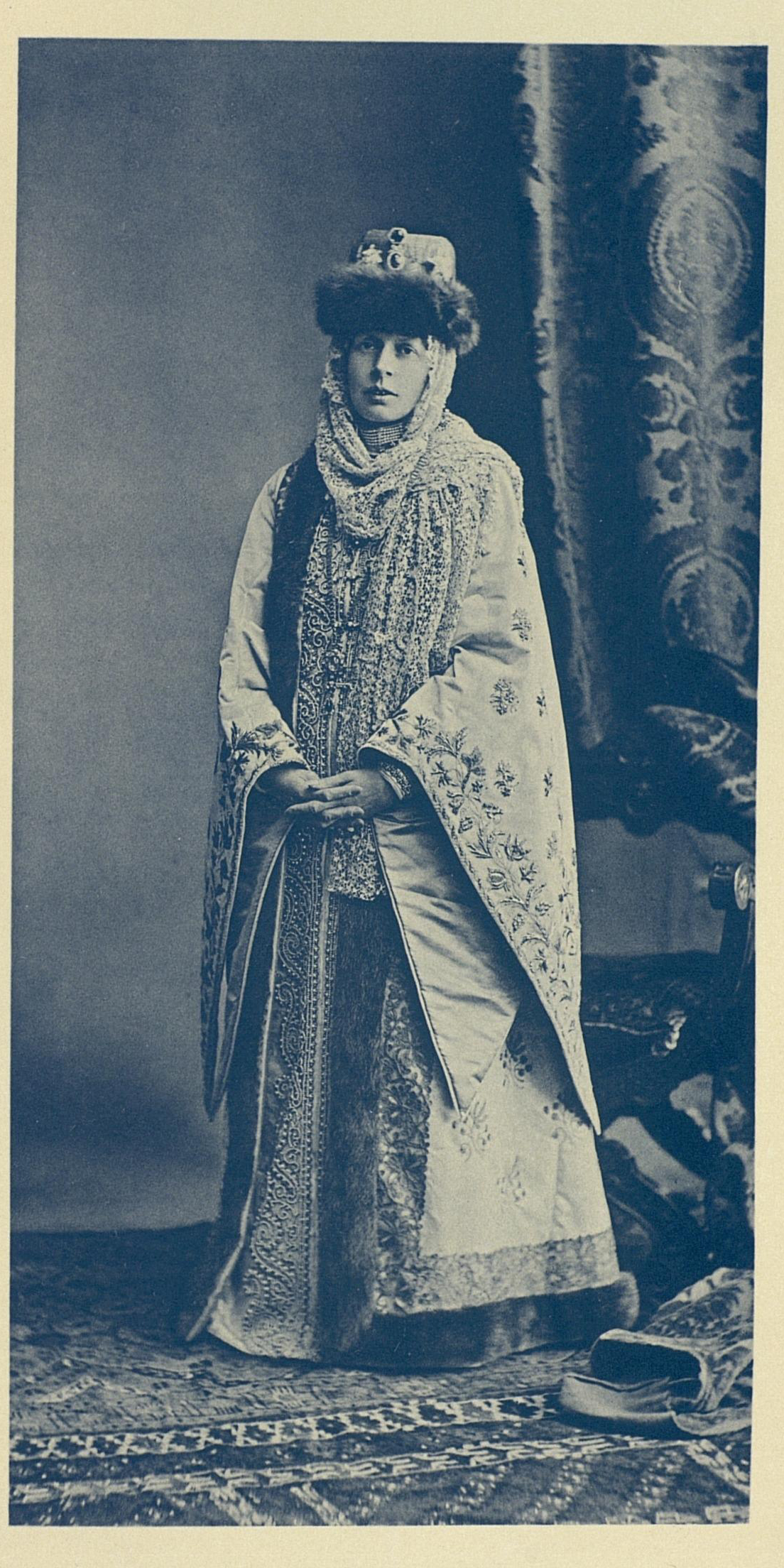
Véra Gerngross au bal de la Cour en 1903.

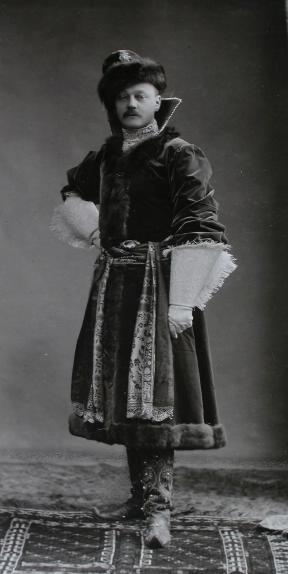
Evgueni Gerngross, idem

Il épouse le 26 août 1888 Véra Grigorievna Tchertkova (1868-1916), demoiselle d'honneur à la Cour, petite-fille du bibliophile Alexandre Tchertkov et du général Mouraviov-Karsski et sœur du général Grigori Tchertkov. De cette union:
- Sophie (1889-1968), dame d'honneur de la Cour, épouse Benckendorff. Elle mourut en émigration en Angleterre à Londres[10].
- Eugène (16.10.1890-26.01.1918), capitaine d'état-major du régiment des Chevaliers-Gardes. Il est décoré de l'Ordre de Sainte-Anne de 4e classe avec l'inscription « pour bravoure » pour sa participation distinguées aux combats de Kauschen pendant la Grande Guerre contre les Allemands, puis il reçoit l'ordre de Sainte-Anne de 3e classe avec épées et ruban, puis de 2e classe avec épées et en plus l'ordre de Saint-Stanislas de 3e classe avec épées et ruban et ensuite de 2e classe avec épées[10]. Il est fusillé par les bolchéviques à Kiev, le 26 janvier 1918[11].
- Georges (1892-1937), élève du lycée impérial Alexandre (1914), historien-africaniste. Après la révolution, il est économiste référent du Commissariat du Peuple au Commerce extérieur d'URSS, puis enseigne l'anglais. Le 5 septembre 1937, il est accusé d'agitation contre-révolutionnaire et d'espionnage, et fusillé le 10 décembre 1937 au polygone de Boutovo du NKVD de Moscou. Le 1er décembre 2001, il est réhabilitaté post mortem[10],[12],[13].
- Véra (3.09.1893)[2]

## Décorations
Pendant tout son service, Evgueni Gerngross se vit décerner neuf décorations russes et quinze décorations étrangères:
Russеs
- Ordre de Saint-Stanislas 3e classe (30.08.1882);
- Ordre de Sainte-Anne 3e classe (1885);
- Ordre de Saint-Stanislas 2e classe (1889);
- Ordre de Sainte-Anne 2e classe (30.08.1892);
- Ordre de Saint-Vladimir 4e classe (6.12.1894);
- Ordre de Saint-Vladimir 3e classe avec épées (15.05.1899);
- Ordre de Saint-Stanislas 1re classe (6.12.1904);
- Ordre de Sainte-Anne 1re classe (1.01.1906);
- Ordre de Saint-Vladimir 2e classe (1911)

Étrangers
- Ordre de la Couronne 3e classe (15.03.1886) (royaume de Prusse);
- Ordre du Médjidié 3e classe (13.10.1886) (Empire ottoman);
- Ordre du prince Danilo Ier 4e classe (13.09.1886) (Monténégro);
- Ordre de Dannebrog 3e classe (23.02.1887) (Danemark);
- Ordre du Soleil levant 4e classe (4.05.1888) (Japon);
- Ordre du prince Danilo Ier 3e classe (14.07.1889) (Monténégro);
- Ordre de l'Épée, croix de chevalier 1re classe (16.10.1892) (Suède);
- Ordre de Frédéric 2e classe (23.05.1892) (royaume de Wurtemberg);
- Ordre du Mérite du duc Pierre-Frédéric-Louis (8.01.1895) (grand-duché d'Oldenbourg);
- Ordre de la Maison ernestine de Saxe 1re classe (7.09.1896) (royaume de Saxe);
- Ordre de la Couronne de fer 2e classe (19.03.1898) (Autriche-Hongrie);
- Ordre de François-Joseph, grand-croix (29.01.1902) (Autriche-Hongrie);
- Ordre de la Couronne d'Italie, grand-croix d'officier (1903) (royaume d'Italie);
- Ordre du Lion et du Soleil 1re classe (1903) (Empire perse);
- Ordre de la Légion d'honneur, croix de commandeur (1903) (République française).

## Source de la traduction
- (ru) Cet article est partiellement ou en totalité issu de l’article de Wikipédia en russe intitulé « Гернгросс, Евгений Александрович » (voir la liste des auteurs).